# 2002 en Colombie
Cet article présente les faits marquants de l'année 2002 en Colombie.

## Décès

### Octobre
- 24 octobre : Hermán Gaviria - Footballeur international colombien.